# Башня Стефана Батория
Башня Стефана Батория  (укр. Башта Стефана Баторія) — крупнейшая из всех башен в Каменце-Подольском. Другие названия — Королевская, Кушнирская, Скорняжная, Семиэтажная. Памятник градостроительства и архитектуры Украины национального значения. Специалистами башня признана одним из выдающихся произведений оборонного зодчества XVI века.

## История башни
Башня Стефана Батория охраняла северную часть полуострова, образованного петлёй Смотрича, на котором расположен «Старый город» Каменец-Подольского. Башня выполняла роль надвратной и одновременно могла обстреливать всё пространство северной части города с прилегающим каньоном Смотрича.
Башня Стефана Батория появилась на месте древних городских ворот XIII века. Она была построена в 1564—1565 годах под руководством начальника каменецкой фортификации Матвея Галичанина. Изначально башня была пятиярусной и имела эллиптическую форму.
В 1585 году со стороны города к башне пристроили прямоугольную пристройку. После этого она приобрела подковообразный внешний абрис, а крыша сооружения — оригинальную форму с двумя высокими коническими завершениями. В то же время с запада вплотную к башне был пристроен прямоугольный в плане привратный корпус с проездом, который имел стрельчатый свод. Эти работы осуществил начальник каменецкой фортификации Николай Бжезский при участии Камерино Рудольфино — придворного зодчего польского короля Стефана Батория. В честь этого короля башня и получила своё название (её ещё называли Королевской).

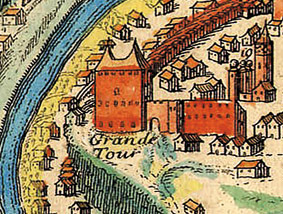
Башня Стефана Батория. Фрагмент французского плана 1691 года

В XVII веке башню отремонтировал ремесленный цех скорняков, после чего её также стали называть Скорняжной. В начале XVIII века ворота в башне стали называть Ветряными: существует легенда, что в 1711 году во время посещения Каменца-Подольского русским царём Петром I возле ворот с его головы ветром сорвало шляпу.
В 1780-х годах комендант Каменец-Подольской крепости Ян де Витте надстроил на башне ещё два яруса. Он также переделал её крышу, а с востока пристроил к башне симметричный прямоугольный корпус. После этого появилось ещё одно название башни — Семиэтажная. Этот ремонт, который финансировал польский король Станислав Август, был увековечен установленной со стороны города над Ветряными воротами памятной плитой с надписью на латыни: «Года Божьего 1585-го Королём Польским Стефаном Баторием построена, Станиславом Августом, Королём Польским, восстановлена и увеличена года Божьего 1785-го».
В конце 1840-х — 1850-х годах губернским архитектором Н. Ф. Карчевским выполнена реставрация башни.
В 1928 году постановлением Совета народных комиссаров УССР башня была внесена в список памятников, находящихся под охраной государства.
Постановлением Совета Министров Украинской ССР от 23 марта 1956 года Скорняжная башня внесена в реестр памятников республиканского значения.

## Особенности архитектуры

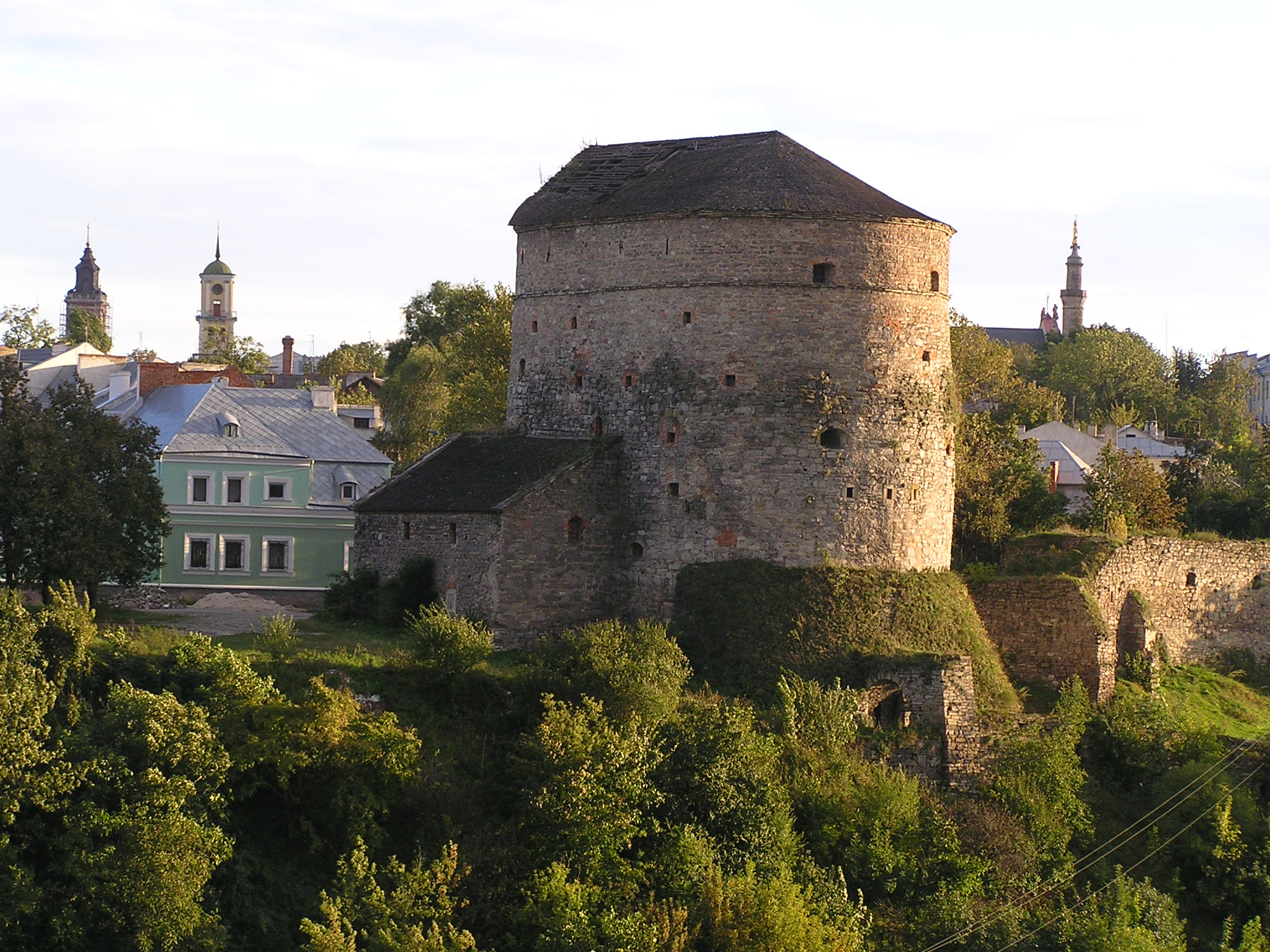
Общий вид

Башня в плане имеет форму подковы. Вход расположен со стороны южного фасада. В архитектуре башни сохранились элементы декора, выполненные из белого камня: карниз, оконные и дверные обрамления. Интересный интерьер создают внутренние стены с арочными проходами.

## Башня в изобразительном искусстве
Башню Стефана Батория рисовали многие художники. Среди них Юрий Химич, у которого есть произведение «Скорняжная башня (XVI—XVIII вв.)» (укр. Кушнірська башта (XVI—XVIII ст.); 1965, гуашь).